# Henrik Lundström
Per Henrik Lundström (13 december 1983) is een Zweeds acteur.

## Biografie
Lundström studeerde af aan de Sankt Eriks Gymnasium in Stockholm.
Lundström begon in 2000 met acteren in de Zweedse film Tillsammans, waarna hij nog meerdere rollen speelde in films en televisieseries.

## Filmografie

### Films
Uitgezonderd korte films.
- 2023 Tillsammans 99 - als Fredrik
- 2015 Johan Falk: Blodsdiamanter - als Leffi
- 2013 Studentfesten - als Frans
- 2008 Kärlek 3000 - als Krister
- 2007 Darling - als vriend van Mickes
- 2006 Göta kanal 2 - Kanalkampen - als Basse
- 2005 Kocken - als Martin von Lindhé
- 2004 Håkan Bråkan & Josef - als Ludde
- 2003 Ondskan - als Pierre Tanguy
- 2003 Sprickorna i muren - als Degen
- 2000 Tillsammans - als Fredrik

### Televisieseries
Uitgezonderd eenmalige gastrollen.
- 2020 Åreakuten - als Daniel Sjölin - 9 afl.
- 2018 Losers - als Conny - 6 afl.
- 2013-2015 The Bridge - als Rasmus Larsson - 14 afl.
- 2013 Elsas Värld - als Mikael - 8 afl.
- 2004-2005 Graven - als Cliff Jansson - 6 afl.

- Library of Congress Control Number: no2008030728
- Virtual International Authority File: 29335021
- WorldCat: E39PBJwMwBKBDxmDj7K9f44cyd